# Szudáni labdarúgó-válogatott
A szudáni labdarúgó-válogatott Szudán nemzeti csapata, amelyet a szudáni labdarúgó-szövetség (arabul: الإتحاد السوداني لكرة القدمق – Ittihád esz-Szúdáni li-Kurat el-Kadam)  irányít. Az 1970-ben kontinensbajnok sivatagi sólymok még nem jutottak ki a labdarúgó-világbajnokságra.

## Története

### Korai évek (1929-1956)
A szudáni labdarúgás közel 80 éves múltra tekint vissza, hiszen az első írásos bajnokságot az 1920-as évek végén (más források a szövetség megalakulásának évére, 1936-ra teszik) játszották a kartúmi tartományban 14 csapattal. Az 1936-ban alapított szudáni labdarúgó-szövetség korai intézkedéseiről kevés információ maradt fent. Az ország 1956-os függetlenné válásával megalakult nemzeti tizenegy első hivatalos mérkőzését a szomszédos Etiópiában játszotta 1956. november 16-án. A találkozót a hazai csapat nyerte 2-1-re.
Meglepően jól kezdődött szereplésük a nemzetközi porondon, hiszen az 1958-as labdarúgó-világbajnokság afrikai-selejtezőjén
megszerezték első hivatalos győzelmüket Szíria ellen, majd egészen a döntőig meneteltek, ahol csak Afrika akkori legjobb csapata, Egyiptom tudta megállítani őket.

### Az aranykor (1957-1972)
A sikeres világbajnoki szereplés felpezsdítette az ország labdarúgóéletét. Ezt mi sem jelezte jobban, mint az, hogy a következő 15 évben négyszer állhattak a kontinensbajnokság dobogóján és a nemzeti labdarúgó-szövetség 1961-ben az egész országra kiterjesztett labdarúgó-bajnokságot indított.
A szudáni labdarúgás aranykora során 1970-ben megnyerték az afrikai nemzetek kupáját, 1959-ben és 1963-ban ezüstérmesek lettek,  1957-ben, az első kontinensviadalon a dobogó legalsó fokára állhattak fel, illetve az 1965-ös pánarab játékokon második helyezést értek el.

### 1972 után
Az ország labdarúgása főként a belpolitikai viszályoknak betudhatóan fokozatosan romlott. A világbajnoki-selejtezőkön eredménytelenek maradtak, a korábbi bámulatos teljesítmény ellenére az afrikai nemzetek kupájára 1974 után 32 évig nem sikerült kvalifikálniuk magukat. Gyógyírt csak a kelet-afrikai nemzetek számára kiírt CECAFA-kupa győzelmeik jelenthették.

## Nemzetközi eredmények
Afrikai nemzetek kupája:
- Aranyérmes: 1 alkalommal (1970)
- Ezüstérmes: 2 alkalommal (1959, 1963)
- Bronzérmes: 1 alkalommal (1957)

CECAFA-kupa:
- Aranyérmes: 3 alkalommal (1980, 2006, 2007)
- Ezüstérmes: 2 alkalommal (1990, 1996)

Pánarab játékok:
- Ezüstérmes: 1 alkalommal (1965)

## Világbajnoki szereplés
- 1930 - 1954: Nem indult.
- 1958: Visszalépett a selejtezők során.
- 1962: Visszalépett.
- 1966: Visszalépett.
- 1970: Nem jutott be.
- 1974: Nem jutott be.
- 1978: Visszalépett.
- 1982 - 1990: Nem jutott be.
- 1994: Visszalépett.
- 1998 - 2018: Nem jutott be.

## Afrikai nemzetek kupája-szereplés
- 1957: Bronzérmes
- 1959: Ezüstérmes
- 1962: Nem jutott be.
- 1963: Ezüstérmes
- 1965: Nem jutott be.
- 1968: Nem jutott be.
- 1970: Aranyérmes
- 1972: Csoportkör
- 1974: Nem jutott be.
- 1976: Csoportkör
- 1978: Visszalépett.
- 1980: Nem jutott be.
- 1982: Nem indult.
- 1984: Nem jutott be.
- 1986: Visszalépett.
- 1988 - 1996: Nem jutott be.
- 1998: Visszalépett a selejtezők során.
- 2000: Nem indult.
- 2002: Nem jutott be.
- 2004: Nem jutott be.
- 2006: Nem jutott be.
- 2008: Csoportkör
- 2010: Nem jutott be.
- 2012: Negyeddöntő
- 2013: Nem jutott be.
- 2015: Nem jutott be.

### Híresebb játékosok
- Fajszal Agab Szidu, a jelenkor legeredményesebb szudáni csatára.
- Háled el-Isszed, az 1970-es afrikai nemzetek kupáján szerepelt szudáni csapat legeredményesebb és legjobb játékosa.

## Szövetségi kapitányok
- Hubert Velud (–2021)
- Borhan Tia (2021–)